# Соба (река)
Соба (в верховьях — Болотистая Соба) — река в Эвенкийском районе Красноярского края России, левый приток Подкаменной Тунгуски. Длина реки — 233 км. Площадь водосборного бассейна — 2160 км².
Река берёт начало в болотах в южной части Центральнотунгусского плато почти на границе с Кежемским районом на высоте более 340 м над уровнем моря. От истока преимущественно течёт на север по холмистой местности с преобладанием кедра, лиственницы и сосны. Русло реки часто заболочено. В среднем течении, после впадения ручья Большого, поворачивает на запад. Перед устьем вновь поворачивает на север. Впадает в Подкаменную Тунгуску по левому берегу на отметке менее 233 м над уровнем моря, ниже впадения Чамбы, в 1078 км от устья Подкаменной Тунгуски. Ширина перед устьем не превышает 20 м. 

## Основные притоки
Указаны поименованные притоки длиной 20 км и более
| Название        | Расстояние от устья | Длина | Положение |
| --------------- | ------------------- | ----- | --------- |
| Глухариная      | 44                  | 23    | левый     |
| Большой Мунукон | 99                  | 42    | левый     |
| Малый Мунукон   | 103                 | 28    | левый     |

## Данные водного реестра
По данным государственного водного реестра России и геоинформационной системы водохозяйственного районирования территории РФ, подготовленной Федеральным агентством водных ресурсов:
- Бассейновый округ — Енисейский
- Речной бассейн — Енисей
- Речной подбассейн — Подкаменная Тунгуска
- Водохозяйственный участок — Подкаменная Тунгуска от истока до впадения Чуни
- Код водного объекта — 17010500112116100037939